# 東京都立新宿山吹高等学校
東京都立新宿山吹高等学校（とうきょうとりつ しんじゅく やまぶき こうとうがっこう、英: Shinjuku Yamabuki High School）は、東京都新宿区山吹町に所在する東京都立高等学校。

## 概要
平成に入って東京都が創設したいくつかの新しいタイプの実験高校のうち、昼夜間定時制（四部制）、単位制、無学年制の高校として旧赤城台高校跡地に開校した。
学校の組織や教員からの消極的自由を重視し、自由主義的かつ個人主義的な校風で、校則はない。特に、たとえ未成年であっても保護者からの干渉を排除した生徒個人の自己責任による独立した自己決定を尊重する。
新しいタイプの実験高校としては、無学年制や昼夜間定時制だけでなく、それまで受け入れ先がなかった他高校中退者向けの救済措置としての学校としても設立された経緯がある。
昼夜間定時制と通信制が設置されているため月曜日から日曜日まで、昼間から夜間までと校舎の稼働効率が非常に高い学校である。

## 昼夜間定時制
定時制課程は昼間部3部と夜間部を併設する四部制である。
普通科のほか都立高校では唯一の情報科が設置されている。
授業の時間割は、条件を満たす中で、生徒各々が自由に科目を選択する。情報科に関しては、卒業に必要な単位中、情報科専門科目の必須単位数が定められている。
三修制（単位制）のため標準では3年間から4年間で卒業が可能であり、2学年相当枠での転・編入学者の場合、最短2年での卒業が可能である。
生徒の年齢層は夜間に限らず昼間部も幅広い。そのため以前は託児所や喫煙所もあった（2005年度に東京都の条例のため喫煙所は廃止された）。
なお、学習困難者を対象としたエンカレッジスクールや不登校経験者を対象としたチャレンジスクールではない。同じ昼夜間定時制でもチャレンジスクール・チャレンジ枠が過干渉なのに対し、不干渉、徹底した自己管理および自己責任を売りにする高校でもある。
学校行事などは自由参加が基本である。また、修学旅行などは参加希望者が少ない場合、行われない年度も存在する。
担任の強制的な面談や、保護者への定期的な連絡・面談、チャイムによる時間の管理などは、一切行っていない。よって、生徒の自己管理能力や遵法意識および未成年であっても保護者からの自立意識が一般の高校以上に要求される。
昼夜間定時制の一般入試においては東京都の共通問題が使用されている。
情報科のみ定時制では珍しく推薦入学試験が行われている（推薦入学は中3の現役入学者のみ対象）。

## 通信制課程
スクーリングが週1回で土曜日に行われる。
これらの授業とは別に、一般向けの生涯学習講座も土曜と日曜に開講されている。

## 教育課程
- 高等学校
  - 定時制課程（昼夜間）
    - 普通科
      - 1部
      - 2部
      - 3部
      - 4部（夜間部）

    - 情報科
      - 2部
      - 4部（夜間部）

  - 通信制課程
    - 普通科

## 諸活動

### 部活動

#### 運動部
- 自転車競技部
- ハイキング部
- 水泳部
- 軟式野球部
- バレーボール部
- バスケットボール部
- バドミントン部
- VA部
- サッカー部
- 剣道部
- 硬式テニス部
- 卓球部

#### 文化部
- 茶道部
- 家庭科部
- 数学研究部
- 伝統文化研究部
- 文芸部
- 美術部
- 漫画イラスト研究部
- 写真部
- 映画部
- 洋楽研究会
- 演劇部
- 将棋部
- 科学研究部
- IT研究部
- 放送部
- 合唱部
- 音楽部
- ジャズ部
- 軽音楽部
- 囲碁部
- 新宿山吹猫クラブ
- ボランティア研究部
- 洋楽研究会

#### 同好会
- ピアノ同好会
- ディベート同好会

### 生徒会活動
- 定時制生徒会
- 文化祭実行委員会
- 通信制生徒会

## 設備
地下1階・地上7階建ての校舎はエレベーターが3基あるバリアフリー設計である。なお、障害者専用の駐車スペースも確保されている。生徒カード端末が設置してある（教室のカード端末は、現在は使用されておらず、2018年夏に撤去された）。
校庭はテニスコートおよび体育館を利用し、体育館も大小の2つ、全天候型室内温水プールや食堂、ラウンジもある。
一部の特殊な場所を除き、全室冷暖房完備である。操作には権限を必要としないため、空き教室が使われることがある。自習室が常時開放されている。昼夜間定時制、通信制、生涯学習などの生徒も利用可能。
図書室には司書が常駐しており、高校図書館としては珍しい、バーコードリーダーとコンピューターによる管理がなされている。
テニスコート・体育館・プールは新宿区生涯学習財団で登録をすれば、使用も可能となる（5月 - 翌年3月）。

## 文化祭
「山吹祭」と呼ばれ、12月下旬頃に行われる。

## 校章
建築デザイナーの渡辺哲生によるもので、学校名の頭文字であるSとYを基にしたデザイン。

## アクセス
- 東京メトロ有楽町線江戸川橋駅、東西線早稲田駅・神楽坂駅から各徒歩10分
- 都営地下鉄大江戸線牛込柳町駅から徒歩15分
- 都電荒川線早稲田停留場から徒歩15分
- 都営バス白61系統都立新宿山吹高校前停留所からすぐ

## 著名な卒業生
- 浅川稚広 - 女優
- 井上晴美 - タレント、女優
- 金田爽 - 女優
- DJ GEORGIA - ミュージシャン、DJ (CLIFF EDGE)
- 酒井貴士 - お笑い芸人（ザ・マミィ）
- 島本理生 - 小説家
- ソニン - 歌手、女優、タレント
- 中江さき - アイドル（天晴れ!原宿）
- 中江有里 - タレント、脚本家、女優
- 根鈴雄次 - 元野球選手
- はしのえみ - タレント
- 本田翼 - モデル、女優
- 松岡日菜 - 元子役
- 万波佳奈 - 女流棋士
- 山下真由子 - 数学者
- ゆりにゃ - YouTuber、TikToker、インフルエンサー
- 楠ろあ - アイドル、女優、実業家、元YouTuber